# NGC 4083
NGC 4083 is een lensvormig sterrenstelsel in het sterrenbeeld Maagd. Het hemelobject werd op 25 maart 1865 ontdekt door de Duitse astronoom Albert Marth.

## Synoniemen
- MCG 2-31-24
- ZWG 69.44
- NPM1G +10.0286
- PGC 38275